# Parque Estadual do Palmito
O Parque Estadual do Palmito é uma unidade de conservação Estadual da Mata Atlântica localizada na planície litorânea do Paraná, dentro do perímetro urbano de Paranaguá, a cerca de 70Km de Curitiba.    

## O Parque
Originalmente a área pertencia à Reflorestadora Banestado S.A (atualmente Paraná Ambiental Florestas S/A). 

Município de Paranaguá

Em 1998 sua adminstração foi transferida para o Insittuto Ambiental do Paraná sendo transformada na Floresta Estadual do Palmito, unidade de conservação de de Uso Sustentável, com 530 hectares, pelo decreto 4.493 de 17/06/1998.
A Floresta Estadual do Palmito foi criada com objetivo principal de preservação e proteção do palmito-juçara (Euterpe edulis). Até o momento não foi elaborado um plano de manejo para a UC a mesma tem sofrido problemas como a falta de divulgação, precariedade nos recursos materiais, financeiros e de pessoal, falta de uma delimitação da área o que implica em pressões envolvendo caça, pesca, roubo de palmito e especulação imobiliária na área do entorno.
No ano de 2017 foi recatergorizada como Parque Estadual, unidade de conservação de proteção integral, pelo decreto 7.097 de 06/06/2017.

## Vegetação
Atualmente, o parque possui  1.782,44 hectares entre Florestas Ombrófila Densa de Terras Baixas, Restingas Arbóreas, Restingas Herbáceas, Manguesais, além de áreas alteradas.  

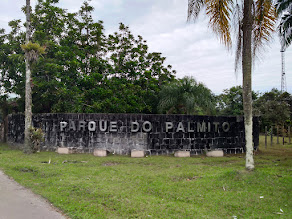
Entrada do Parque Estadual do Palmito

Por estar muito próxima à cidade de Paranaguá sofre forte pressão antrópica, já tendo sido registrados indícios de fragmentação e efeito de borda  além de ocupação irregular.   

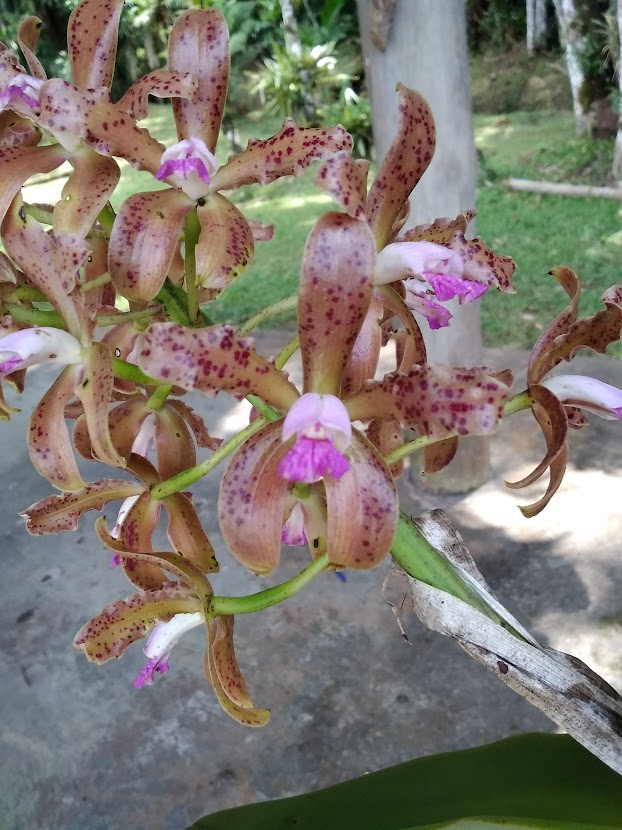
Cattleya guttata Lindl. Fotografada no PE. do Palmito em Fevereiro de 2022

Ao todo, já foram registradas no parque mais de 300 espécies de plantas algumas raras ou ameaçadas de extinção no estado do Paraná, como o Mangue-de-Botão (Conocarpus erectus L.) e a orquídea Catleya gutatta Lindl.   

## Visitação
O parque está aberto a visitação de Turistas o ano todo e de Escolas e pode ser acessado pela estrada Paranguá-Pontal do Sul (PR-407), logo após a área urbana de Paranaguá 
Dispõe de algumas trilhas como a do do Jacu e a do Neuton, esta, uma Trilha interpretativa com 1.620m no interior da Floresta Atlântica. Podem ser observada vegetação composta por várias espécies de árvores de grande porte como o Palmito (Euterpe edulis), Jerivá (Syagrus romanzoffiana), Guanandi (Calophillum brasiliense), Cupiúva (Tapirira guianensis), Figueira (Ficus sp.) e a Massaranduba (Manilkara subcericia) e ambientes formados por orquídeas e bromélias, além da fauna local.